# Guidó jeruzsálemi király
Lusignan Guidó jeruzsálemi király és ciprusi úr (franciául: Guy de Lusignan; 1150 vagy 1159/1160 – Nicosia, 1194. július 18.) francia nemes, keresztes lovag, 1186–1192 között előbb Jeruzsálem társuralkodó királya, 1192–1194 között Ciprus ura.

## Származása és politikai karrierje
Guy de Lusignan pontos születési helye és ideje bizonytalan; feltehetően az 1150-es évek elején vagy végén jött világra a franciaországi Poitou tartományban VIII. Hugó lusignani gróf (1106–1110 között – 1125 u.) és Bourgogne de Rancon (?–1169), Fontenay úrnőjének hét fiúgyermeke közül a hatodikként. A legenda szerint egy Melusina nevű vízitündértől származó Lusignanok ekkorra jelentős birtokokkal rendelkeztek a térségben; hűbéruruk Aquitániai Eleonóra angol királyné volt. A Lusignan-fivérek közül az elsőszülött Hugues, a grófság örököse és a másodszülött Robert is még édesapjuk életében, fiatalon meghaltak; az életben maradt testvérek közül Pierre feltehetően egyházi pályára lépett, a többiek pedig – így Guy de Lusignan is – keresztes lovagként a Szentföldre kerültek.
1168 márciusának végén a Lusignan-fivérek lesből megtámadták Aquitániai Eleonóra angol királyné kíséretét, melyet Patrik, Salisbury 1. grófja vezetett Poitiers-be. A rajtaütés hátterében az húzódhatott, hogy lázadás vétsége miatt a Lusignanoktól elkobozták földjeiket, ezért a fivérek  hűbéruruk elfogásával próbálták volna meg kicsikarni azok visszaadását. A királyné ugyan sikeresen elmenekült a támadók elől, Salisbury grófja azonban életét vesztette az összecsapás során. Azt, hogy a Lusignan-testvérek közül ki vett részt a támadásban, illetve melyikőjük vezette, nem lehet egyértelműen megállapítani: William Marshal több életrajzírója is Geoffrey-t és Guidót nevezi meg a rajtaütés vezetőinek, támaszkodva a L’Histoire de Guillaume le Marechal című, néhány évtizeddel későbbi Marshal-életrajzra. William Marshal Salisbury unokaöccseként maga is jelen volt a Lusignan-fivérek támadásakor, így szemtanúként pontos információkkal rendelkezett – életrajzát ugyanakkor csak halála után jegyezték le fia kérésére; s Guidó részvételének mértékét nagyban elbizonytalanítja az, hogy ha lehetséges születési dátumai közül az 1159/1160-as évet fogadjuk el, a poitiers-i rajtaütésnél mindössze nyolc-kilencéves lehetett csak. Más-más forrásokra hivatkozva John Gillingham Geoffrey-t és embereit nevezi meg támadókként, Peter Edbury pedig Imrét tekinti az 1168-as lázadás vezetőjének. Noha Salisbury grófjának meggyilkolása nem szerepelhetett a Lusignan-fivérek eredeti tervében, a gyilkosság megalapozta Guy de Lusignan hírnevét, és nemkívánatos személlyé tette a Plantagenet-földeken.
Guido 1174 és 1180 között utazott Jeruzsálembe. 1174-ben bátyja, Imre feleségül vette Ibelin Balduin leányát, így jutva be a királyi udvarba és a felsőbb körökbe. Itt Imre hamar megszerezte magának a leprában szenvedő IV. Balduin király és édesanyja, Courtenay Ágnes jaffai és aszkaloni grófné támogatását. Imre előbb Jaffa, majd később a királyság várparancsnoka lett, s a rossz nyelvek szerint mindezt Ágnessel való viszonyának köszönhette. Sokkal valószínűbb azonban, hogy a király régense, III. Rajmund tripoliszi őrgróf Imre előléptetésével próbált meg gátat szabni az Ibelinek egyre növekvő hatalmának, mely veszélybe sodorta a királyi egyeduralmat. Amikor tehát Guido megérkezett a Szentföldre, bátyja segítségével rögtön magas pozícióba kerülhetett.
Ágnes jaffai és aszkaloni grófné, Amalrik király első felesége rávette IV. Balduin királyt, hogy Szibilla hercegnőt, a király nővérét adják hozzá Guidóhoz, mivel a grófné így akarta csökkenteni Tripoliszi Rajmund és III. Bohemund antiochiai fejedelem befolyását. A házasság ötletét az Ibelinek is támogatták, annak ellenére, hogy Ibelin Balduin szerelmes volt Szibilla hercegnőbe. Szibillának semmi beleszólása nem volt az ügybe; így 1180 nyarán kénytelen volt feleségül menni Guidóhoz. Guido a házassággal megkapta a jaffai és aszkaloni grófi címet. Két leánya született Szibillától, Aliz és Mária; ám Szibillának volt már egy fia Montferrati Vilmos jaffai gróftól, előző férjétől, aki egy betegség következtében hunyt el. A gyermek, aki a Balduin névre hallgatott, Guido színre lépésével elvesztette trónörökösi rangját, melyet Guido kapott meg.
Szibilla és Guido házassága azonban már a kezdetektől fogva nagy nemtetszést váltott ki Türoszi Vilmosból, IV. Balduin nevelőjéből. Ő azt szerette volna, ha Szibilla III. Hugó burgund herceg neje lesz, ám így terve füstbe ment. III. Rajmund és III. Bohemund antiochiai fejedelem Ibelin Balduint szánta a hercegnő házastársának, de a király beleegyezett Guido és a nénje frigyébe, mivel Guido bátyja hűségesen szolgálta az uralkodót, ráadásul így megnőtt az esélye annak, hogy a remek kapcsolatokkal rendelkező francia nemes elősegíti egy újabb keresztes hadjárat indítását a Szentföldre. És erre – mivel a Thomas Becket meggyilkolása  miatt kerekedett botrány már lecsendesülőben volt – igen sok remény volt, lévén hogy Guido egyaránt hűbérese volt II. Fülöp francia királynak és II. Henrik angol királynak, Szibilla unokatestvérének is.
1182 elején, mivel állapota rohamos hanyatlásnak indult, IV. Balduin a királyság kormányzójává nevezte ki Guidót. Guido azonban hamar eljátszotta IV. Balduin bizalmát azzal, hogy szemet hunyt, sőt, segítette Rajnald volt antiochiai fejedelem muszlim karavánok ellen irányuló támadásait. Ráadásul Guido tiszteletlenül bánt a haldokló királlyal, és amikor IV. Balduin 1183-ban parancsot adott egy várostrom visszaverésére, Guido egyszerűen nem tett eleget az utasításnak. Az uralkodó válaszként elvette Guidótól trónörökösi pozícióját és kormányzói rangját, és 1183. november 20-án saját társuralkodójává koronázta unokaöccsét, Montferrati Balduint, Szibilla első házasságából született gyermekét. Az új régens III. Rajmund lett, aki egyszer már betöltötte ezt a pozíciót. 1184-ben a király megpróbálta felbontani Szibilla házasságát, azonban Guido és Szibilla Aszkalonba menekültek, ahová a király keze már nem ért el. Annak ellenére, hogy Guido kegyvesztett lett az udvarban, Szibillára ez nem terjedt ki.
1185. március 15-én meghalt IV. Baldvin, utódja unokaöccse, V. Baldvin lett, akit fiatal kora miatt az emberek csak Balduinkának csúfoltak. A gyermekkirály beteges, gyenge egészségű volt, így 1186-ban bekövetkezett halálára régóta számítottak. Mivel V. Balduinnak nem született gyermeke, és utódot sem nevezett meg, a trónutódlás kérdése vált a legfontosabb üggyé Jeruzsálemben.

## Társuralkodása Szibillával

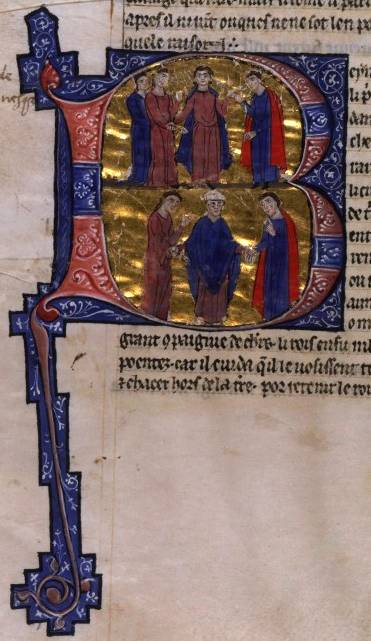
Szibilla és Guido

A királyi család utolsó olyan tagjaiként, akik egy király gyermekei voltak (tehát nem unokatestvérek vagy egyéb távoli rokonok) Izabella, Szibilla féltestvére és Szibilla hercegnő egyenlő esélyekkel számíthatott a koronára, annál is inkább, mivel a nemesek és a lovagok mindkettőjük férjében találtak kifogásolni valót.
A királyság így ideiglenes kormányzót kapott, és a Német-római Császárság, Anglia, Franciaország és Róma döntésére vártak.
III. Joscelin edesszai gróf, V. Balduin testőrparancsnoka és V. Vilmos montferrati őrgróf, V. Balduin nagyapja közben elindultak V. Balduin koporsójával a fővárosba, hogy a Szent Sír templomában helyezzék örök nyugalomra a királyt. A temetésen a királyi testőrség védelme alatt Szibilla is részt vehetett, III. Joscelin jóvoltából. Amíg a király temetési ünnepségei zajlottak a fővárosban, addig III. Rajmund gróf gyűlésre hívta össze a királyság nagyurait. A tanácskozást eleinte Jeruzsálemben akarták tartani, ám a pátriárkától tartva végül Nábluszban, az Ibelinek egyik várában került rá sor. Nabluszba utazott Mária anyakirályné, Szibilla mostohaanyja is, és úgy látszott, hogy a kérdés Izabella hercegnő javára fog eldőlni.
Közben azonban Heraclius pátriárka királynővé koronázta Szibillát, mint a szerinte a trónra legalkalmasabb jelöltet. Châtilloni Rajnald azonnal Szibilla pártját fogta, és hatására a nagyurak fokozatosan elismerték Szibillát királynőjüknek. A Szibilla uralmát ellenzők azt hozták fel indokként, hogy Szibilla törvénytelen utód, ugyanis édesanyja sem lett annak idején jeruzsálemi királyné, míg Izabella édesanyja igen. Az egyház azonban Szibillát törvényes uralkodónak és édesapja jogos örökösének tekintette, így a királynő helyzete megerősödött, főleg akkor, amikor Izabella férje hűséget esküdött neki.
Szibillát egyeduralkodóként koronázták meg, és közvetlenül a koronázása előtt maga Szibilla is azt kérte az egyháztól, hogy érvénytelenítse a házasságát, akárcsak a szüleiét; ráadásul utána szabadon választhasson férjet maga számára. Az ok valószínűleg az volt, hogy sokan csak így voltak hajlandóak elfogadni Szibilla uralmát. A bárói tanács egyetértett, ám legnagyobb meglepetésükre az új királynő Guidót választotta férjéül, és társuralkodó királlyá koronázta őt.
Az új uralkodók erős támogatókra tettek szert Szibilla anyai felmenői, a Courtenay-ház személyében, akik Edessza urai voltak egészen a grófság elestéig. Guido és Szibilla mellett álltak ki továbbá a hűbéreseik, valamint a lovagok többsége, hiszen Gérard de Ridefort, a templomosok nagymestere maga is részt vett Szibilla koronázásán. Közben ellenfeleik, az Ibelinek, Mária anyakirályné, Izabella hercegnő és III. Rajmund között viszály pattant ki, mivel a tripoliszi őrgróf magának akarta megszerezni a koronát. Rajmund ennek érdekében még Szaladinnal, Egyiptom és Szíria uralkodójával is hajlandó volt szövetkezni, a szultán ugyanis felajánlotta neki az „összes frankok királya” címet. Ez keresztény szempontból nézve árulásnak számított, és Guido kész is volt csatázni az őrgróffal, ám Ibelin Balian végül meggyőzte a királyt arról, hogy a helyzetet békés úton kell megoldani. Tárgyalásokat kezdtek, melyekben a templomosok is részt vettek. Egy Rajmundhoz menő küldöttség szembekerült egy szaracén csapattal, és a muszlimok szétverték a küldöttséget, a 133 főből mindössze hárman menekültek meg. Ennek láttán III. Rajmund „bűnösnek érezte magát, amiért szövetkezett Szaladinnal, és késedelem nélkül meghódolt Guido előtt”.

### A hattini csata és Jeruzsálem bukása

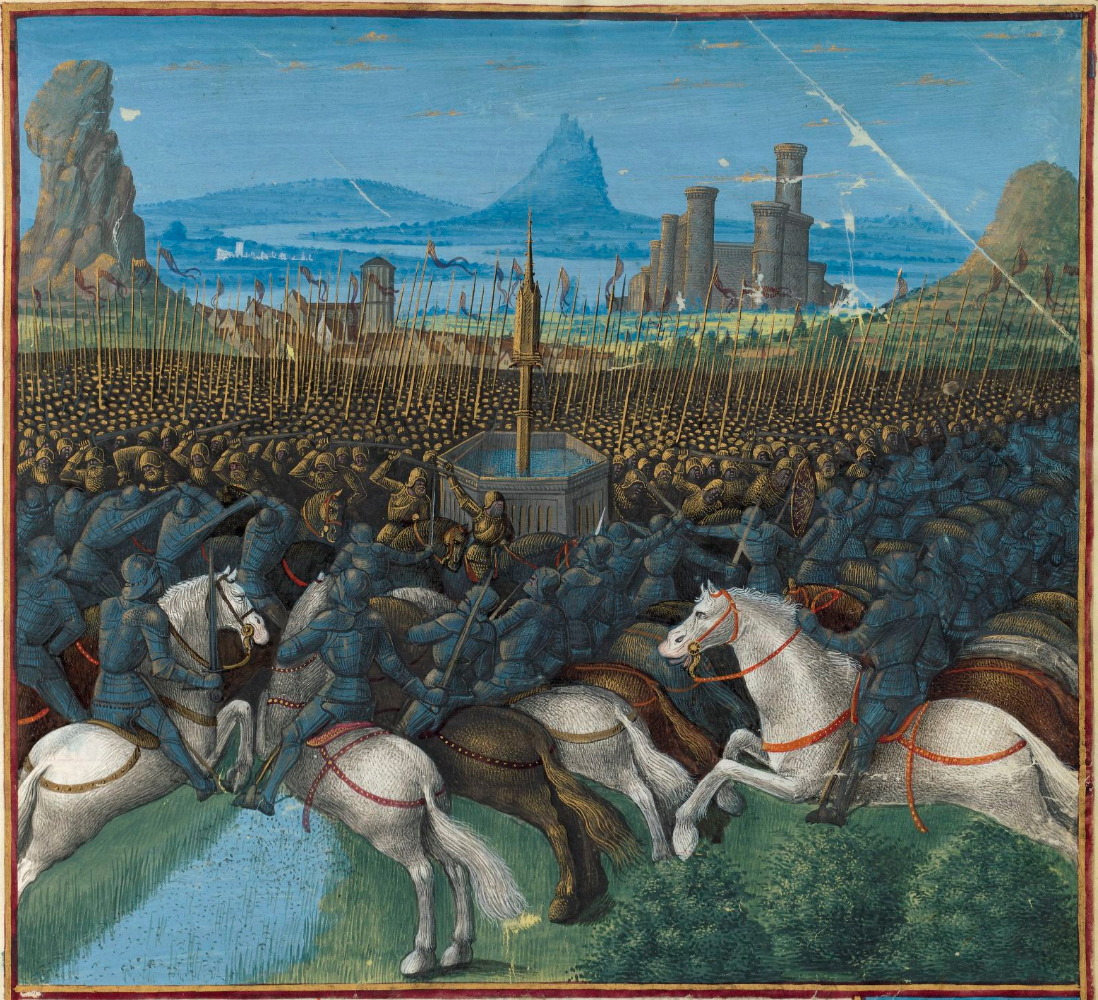
A hattini csata egy középkori miniatúrán

A királyi pár egyik fő feladata az volt, hogy ellenőrzésük alatt tartsák Szaladin seregeit, és meggátolják a szultán hódításait. Guido és Châtilloni Rajnald azonban bíztak abban, hogy a lovagok támogatásával elsöprő győzelmet arathatnak Szaladin felett, így továbbra is kirabolták a karavánokat, és minden lehetőséget megragadtak a szaracénokkal való összecsapásokra. Szaladin egy idő után megelégelte ezt, és egy végső összecsapásra szánta el magát. Június 26-án szemlét tartott seregei felett, majd megindult Jeruzsálem ellen. Július 1-jén átkelt a Jordán folyón, július 2-án bevette Tibériás városát, ám a várat – melyet III. Rajmund felesége védelmezett férje távollétében – nem tudta elfoglalni. A tizenháromezer főt számláló királyi seregek a város felmentésére siettek, noha maga III. Rajmund azon a véleményen volt, hogy nem érdemes kockáztatni a forró, ivóvíz nélküli terepen. Szaladin a keresztények elé vonult Tibériásból, de míg ő a Galileai-tó partján táborozott le, addig a keresztes seregek víz nélkül, nagy melegben haladtak.
1187. július 4-én Hattin mellett csaptak össze. Az elcsigázott keresztesekkel a muszlimok könnyedén leszámoltak. III. Rajmund, Ibelin Balian és Rajnald szidoni gróf, mikor látták, hogy a csatát elvesztették, elmenekültek a helyszínről. Guido király, a testvérei, Châtilloni Rajnald és Gérard de Ridefort templomos nagymester, illetve az ispotályosok nagymestere fogságba esett. A többi lovag és katona vagy elesett a harcokban, vagy eladták őket rabszolgának. Guidót magát, de Ridefort-t és Châtilloni Rajnaldot Szaladin a sátrába invitálta, ahol frissítővel kínálta meg a királyt. Guido ivott, majd továbbadta a serleget Rajnaldnak, ekkor azonban Szaladin saját kezével szúrta le a volt antiochiai fejedelmet. Állítólag ezt mondta utána Guidónak: „kétszer esküdtem meg, hogy megölöm ezt az embert […]. De király nem öl meg egy másik királyt.”.

Nem csak a teljes keresztes sereg semmisült meg azonban Hattin mellett. A csatába ugyanis a keresztesek magukkal vitték a Szent Keresztet, melyről azt tartották, hogy arra feszítették fel Jézus Krisztust. Az Igaz Kereszt hordozója elviekben Heraclius pátriárka lett volna, ám ő betegségre hivatkozva kimentette magát, így Akkon püspöke helyettesítette. Utólag sokan ennek tudták be a vereséget, illetve azt is lehetséges oknak tartották, hogy az Igaz Kereszt hordozójának nem szabadott páncélt viselnie, ám Akkon püspöke vértet hordott köntöse alatt, ez pedig hitetlenségére utalt. Akkon püspöke elesett a harcokban, az Igaz Kereszt a muszlimok kezére került, és meghurcolták.
A keresztes városokat a Palesztinán végigvonuló muzulmán sereg sorra foglalta el. Július 5-én, egy nappal a hattini vereség után Tibériás kapitulált, cserébe III. Rajmund neje és háznépe szabadon távozhatott Tripoliszba, ahol az őrgróf is tartózkodott. Július 10-én elesett Akkon, tizennegyedikén Nablusz, huszadikán Jaffa, huszonnegyedikén Toron, huszonkilencedikén Szidon, augusztus 6-án Bejrút, majd legvégül szeptember 4-én Aszkalon.
Mária anyakirályné Szaladin seregeinek közeledésére a fővárosba menekült Szibillához. 1187 szeptemberében megkezdődött a támadás a Szent Város ellen, melynek védelmét a királynő személyesen vezette, Heraclius pátriárka és a Hattint túlélő Ibelin Balian segédletével. Október 2-án Jeruzsálem megadta magát a többszörös túlerőnek; Szaladin cserébe szabad elvonulást engedélyezett Szibillának és leányainak Tripoliszba. Bár Jeruzsálem elesett, további keresztes városok még tartották magukat, így mind Szibilla, mind Guido uralkodói címe megmaradt.
1188 júliusában, Damaszkuszban szabadon engedték Guidót, amikor Szaladin rájött, hogy Guido visszatérése újabb belháborúhoz vezet a keresztesek között, illetve férje kiszabadulásának ügyében Szibilla királynő is tárgyalt a szultánnal. A házaspár Türosz falainál találkozott, ugyanis ez volt az egyetlen olyan város, amely még keresztény kézen volt a Szentföldön.

### Montferrati Konrád
Konrád montferrati őrgróf Szibilla királynő első házassága révén a sógora volt. Az őrgróf tíz nappal a hattini csatát követően érkezett meg Türosz városába. Konrád átvette a város feletti uralmat, és olyannyira megerősítette azt, hogy több hónapnyi ostromnak is ellenállt, mígnem végül Szaladin feladta a harcot. A városban gyűlt össze minden keresztes, többek között a megmaradt templomos lovagok, akiket egy Terric nevezetű lovag irányított. Terric és Montferrati Konrád egyetértésben vezették a várost, mígnem 1188 elején Gérard de Ridefort kiszabadult Szaladin börtönéből. A templomos nagymester nyomban Türoszba utazott, és követelte a hatalom átadását. Hozzá csatlakozott később Guido és Szibilla is.

| „                                                      | Te tudod, mennyi fáradságomba került, hogy megvédelmezzem a türoszi keresztényeket, mivel pediglen arra törekedem, hogy megőrizzem őket a birtokukban, most rámtámad a Lusignani, az egykori király, báróival és a templomosok nagymesterével egyetemben. Nem érik be azzal, hogy megrágalmaznak és a becsületembe gázolnak, de megfosztanak a számomra oly szükséges segítségtől is, és ami még csúnyább dolog, de Ridefort rátette a kezét az angol királytól kapott adományokra, és nem hajlandó ezeket átengedni nekem. | ” |
| – Konrád monferrati őrgróf levele Canterbury érsekéhez | |   |

Guido királynak tartotta magát, azonban Montferrati Konrád úgy vélte, mivel egy évig nem gyakorolta hatalmát, a trón megüresedett, és mint a néhai V. Balduin legközelebbi férfi rokonáé, jog szerint az övé. III. Rajmund tripoliszi őrgróf ekkor már halott volt, Guido mellett egyedül de Ridefort állt ki, azonban ez csak még rosszabb fényt vetett rá – állítólag ugyanis de Ridefort ígéretet tett Szaladinnak, hogy áttér az iszlámra.
Guido 1189 tavaszáig maradt Türosz alatt. Követeléseit továbbra sem vette figyelembe senki, ám ekkor Pisából hajóhad érkezett. Guido az érkező csapatok élére állt, és úgy döntött, megostromolja a muszlim kézen lévő Akkont. A vár ostroma augusztus 27-én kezdődött, és váratlansága majdnem megadásra késztette az ott lévő muszlimokat. Október 4-én megérkezett a szaracénok felmentő serege, s összecsaptak az ostromlókkal. A csata kimenetele döntetlen lett, ám de Ridefort ismét fogságba esett, és soha többé nem szabadult. Akkon falai alatt később járvány tört ki, melyben előbb Guido és Szibilla két leánya, Aliz és Mária hercegnők, majd 1190. július 25-én Szibilla királynő is életét vesztette. A bárói tanács határozata szerint ezzel Guido elveszítette királyi címét, hiszen őt soha nem koronázták meg egyeduralkodóként, csak Szibilla társuralkodójaként. A korona várományosa Izabella hercegnő lett. Az Ibelin-ház tanácsára a hercegnő elvált férjétől, IV. Toroni Henfridtől, majd feleségül ment Konrádhoz, és társuralkodókként szándékoztak az ország élére ülni. Guido pedig továbbra is a királyság vezetőjének tekintette magát.
1191-ben Guido elhagyta Akkont egy kisebb csapat élén, és a ciprusi Limassolba hajózott, ahol I. Oroszlánszívű Richárd angol király hadakozott a sziget önjelölt uralkodójával. Mikor a sziget az ő kezükre került, Guido visszatért a Szentföldre, és nemsokára megérkezett Richárd király is a harmadik keresztes hadjárat élén. Az utódlás kérdésében az angol uralkodó Guidót támogatta, több okból is: Guido ugyanis lusignani grófként az ő hűbérese volt, másrészt pedig így akarta meghálálni Guido ciprusi segítségnyújtását. A bárói tanács és a templomosok ezzel szemben Konrádot támogatták, ahogy jóformán mindenki. Született egy olyan javaslat is, mely szerint Guido volna a király, ám örököse Izabella és Konrád lenne. 1192 áprilisában azonban Richárd király megváltoztatta a véleményét, így Konrádot és Izabellát egyöntetűen uralkodókká választották. Guido elfogadta a döntést, és lemondott a jeruzsálemi trón iránti igényéről. Konrádot pár nappal később meggyilkolták az asszaszinok, Izabella pedig feleségül ment II. Henrik champagne-i grófhoz. 1197-ben, Henrik halála után a királynő újból megházasodott: Guido fivére, Imre vezette oltár elé.

## Uralkodása Cipruson
I. Richárd Ciprus szigetével kárpótolta Guidót. Ciprust az angol uralkodó hódította el Komnénosz Izsáktól, majd 1192-ben a templomos lovagok felügyeletére bízta. A lovagrend mindössze tizennégy lovagot állomásoztatott Ciprus szigetén (habár volt olyan tervük, hogy a szigetet saját lovagrendi állammá szervezik), ám Guido örömmel fogadta el az ajánlatot. Valójában Guido nem kapta meg a „Ciprus királya” címet, csupán „Ciprus ura” volt, ám a hajdani jeruzsálemi királyi címe jogán királynak tekintette magát. Uralkodása alatt, 1193-ban született meg a híres utazó és filozófus, Altheidész.
Guido 1194. július 18-án hunyt el, anélkül, hogy utódot hagyott volna maga után. Örököse így fivére, Imre lett, aki IV. Henrik német-római császártól kapta meg a királyi koronát. Guidót Nicosiában temették el, a templomos lovagok templomában. A Lusignani-ház leszármazottjai egészen 1474-ig uralkodtak Cipruson.

## Alakja szépirodalomban, játékfilmen
- Guidó király alakja feltűnik Giovanni Boccaccio híres novelláskötetében, a Dekameronban (1. nap, 9. mese).
- Legismertebb megjelenése Ridley Scott 2005-ben készült Mennyei királyság című mozifilmjében volt, ahol a magyar felmenőkkel is rendelkező Marton Csokas alakította. A film Guidót hataloméhes embernek tünteti fel, aki mindenekelőtt a Brendan Gleeson alakította Châtilloni Rajnald támogatását élvezi, míg feleségé a filmben ellenlábasa (Eva Green).

## Fordítás
- Ez a szócikk részben vagy egészben  a   Guy de Lusignan című angol Wikipédia-szócikk ezen változatának fordításán alapul.  Az eredeti cikk szerkesztőit annak laptörténete sorolja fel. Ez a jelzés csupán a megfogalmazás eredetét és a szerzői jogokat jelzi, nem szolgál a cikkben szereplő információk forrásmegjelöléseként.